# Diego Paolini
Diego Paolini es un deportista italiano que compitió en piragüismo en la modalidad de eslalon. Ganó dos medallas en el Campeonato Mundial de Piragüismo en Eslalon, plata en 2006 y bronce en 2010, y dos medallas en el Campeonato Europeo de Piragüismo en Eslalon, plata en 2008 y bronce en 2006.

## Palmarés internacional
| Campeonato Mundial | Campeonato Mundial               | Campeonato Mundial | Campeonato Mundial |
| Año                | Lugar                            | Medalla            | Competición        |
| ------------------ | -------------------------------- | ------------------ | ------------------ |
| 2006               | Praga (República Checa)          | Medalla de plata   | K1 por equipos     |
| 2010               | Liubliana (Eslovenia)            | Medalla de bronce  | K1 por equipos     |
| Campeonato Europeo |                                  |                    |                    |
| Año                | Lugar                            | Medalla            | Competición        |
| 2006               | L'Argentière-la-Bessée (Francia) | Medalla de bronce  | K1 individual      |
| 2008               | Cracovia (Polonia)               | Medalla de plata   | K1 por equipos     |